# Hiéroglyphe égyptien E28
L'oryx, en hiéroglyphes égyptiens, est classifié dans la section E « Mammifères » de la liste de Gardiner ; il y est noté E28.

## Représentation
Il représente un oryx algazelle (Oryx dammah). 

## Utilisation
| U1 | T3 | E28 |

| U1 | T3 | E28 |

C'est un déterminatif du champ lexical de la gloutonnerie.